# Wormerland

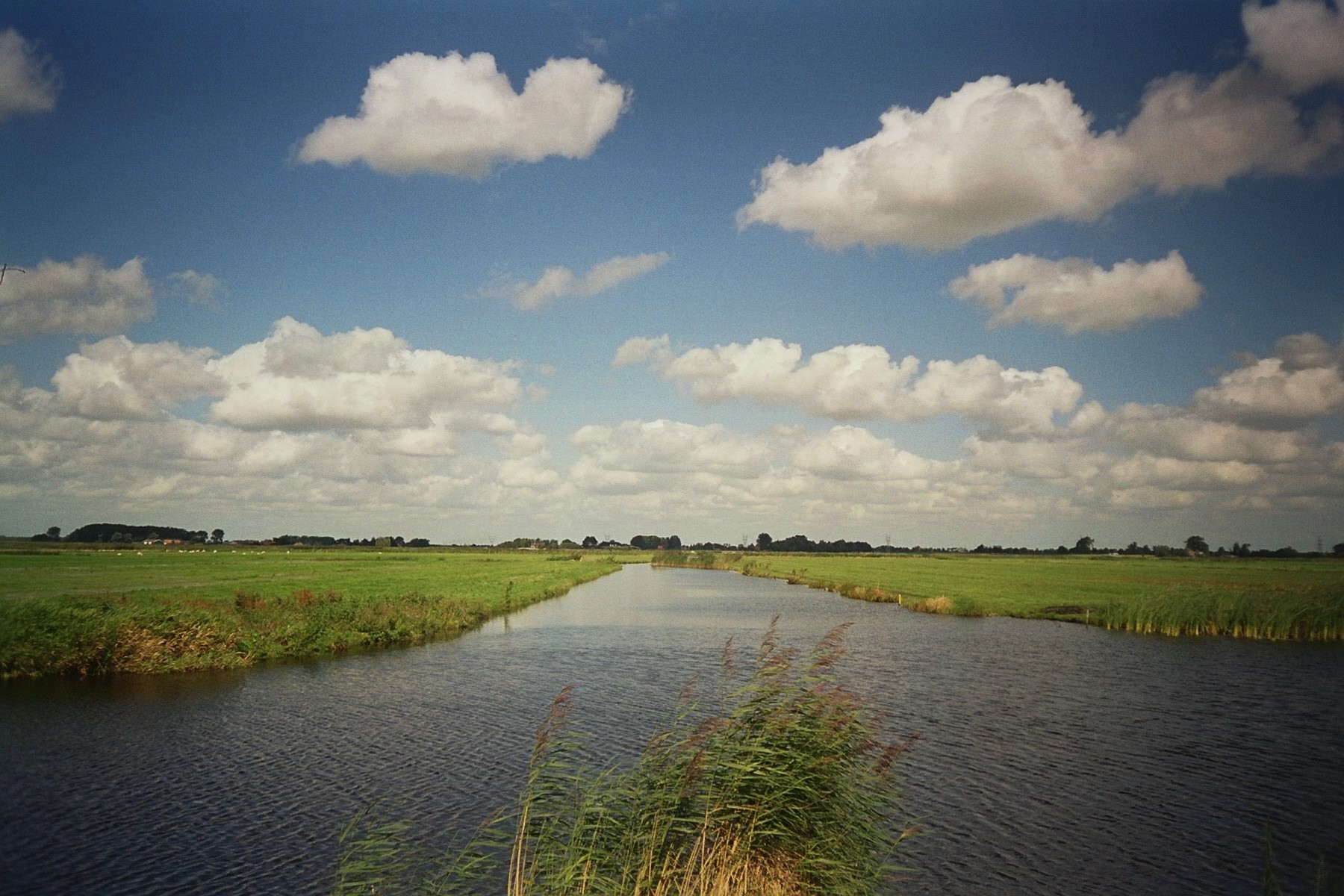
Ängar i Wormerland.

Wormerland är en kommun i provinsen Noord-Holland i Nederländerna. Kommunens totala area är 45,14 km² (där 6,34 km² är vatten) och invånarantalet är på 15 765 invånare (2004).